# Полиграфическая улица (Ярославль)
Полиграфи́ческая у́лица (бывш. 3-й Угличский проезд, Горелая улица) — улица в центральной части города Ярославля, в районе Всполье, лежащая между улицами Свободы и Ухтомского.

## История
Улица образовалась при застройке Всполья в начале XX века. Первоначальное название — 3-й Угличский проезд, по расположению рядом с Большой Угличской улицей.
В 1927 году проезд переименовали в Горелую улицу в память о пожарах в результате артиллерийского обстрела города Красной армией в июле 1918 года, которые нанесли особенно большой ущерб именно этой части города. В феврале 1957 году улицу снова переименовали — в Полиграфическую, в связи с постройкой здесь двумя годами ранее полиграфкомбината.

## Здания
- № 27 — Ярославский полиграфический комбинат